# Министерство путей сообщения Российской Федерации
Министерство путей сообщения Российской Федерации (МПС России) — федеральное министерство, в 1992—2004 осуществлявшее управление в области железнодорожного транспорта. Согласно плану реформирования отрасли в 2003 году имущество (в большей части) было передано в созданное ОАО «Российские железные дороги», а в 2004 году министерство было упразднено.

## История
МПС России образовано 20 января 1992 года. Министерству были переданы все структуры, системы управления, предприятия, учреждения и организации МПС СССР, расположенные на территории Российской Федерации, а также находившиеся за рубежом. 7 апреля 1992 была установлена окончательная структура центрального аппарата МПС России.
В 1998 году постановлением Правительства Российской Федерации была утверждена «Концепция структурной реформы федерального железнодорожного транспорта», в которой были определены основные задачи и цели перестройки отрасли.
В апреле 2003 года в структуре МПС России создано федеральное государственное предприятие «Ведомственная охрана Министерства путей сообщения Российской Федерации» (ФГП ВО МПС России), а на железных дорогах вместо служб ведомственной охраны — 17 филиалов указанного предприятия. Предприятие не финансировалось из Федерального бюджета Российской Федерации, оказывая услуги на договорной основе. В июне 2003 г. ФГП ВО МПС России была передана часть имущества железных дорог.
30 сентября 2003 года президентом ОАО «Российские железные дороги» Геннадием Фадеевым, и. о. министра путей сообщения Вадимом Морозовым и первым заместителем министра — статс-секретарём Министерства имущественных отношений Российской Федерации Александром Браверманом был подписан Сводный передаточный акт на имущество и обязательства организаций федерального железнодорожного транспорта, передаваемые в качестве вклада в уставный капитал акционерного общества «Российские железные дороги». Балансовая стоимость передаваемого имущества составила 1 триллион 535 миллиардов 700 миллионов рублей. Подписанием этого документа завершился первый этап реформирования железнодорожной отрасли. ОАО «Российские железные дороги» с 00 часов 1 октября 2003 года приняло на себя управление перевозочным процессом на железнодорожном транспорте и всю хозяйственную деятельность отрасли (кроме охраны объектов и грузов, тушения пожаров).
МПС России упразднено 9 марта 2004 года. Функции упраздненного министерства — федерального органа исполнительной власти переданы: Министерству транспорта Российской Федерации, Федеральной службе по надзору в сфере транспорта и Федеральному агентству железнодорожного транспорта.

## Министры путей сообщения Российской Федерации
1. 20 января 1992 — 9 августа 1996 Фадеев, Геннадий Матвеевич (род. 1937)
2. 14 августа 1996 — 14 апреля 1997 Зайцев, Анатолий Александрович (1940—2022)
3. 14 апреля 1997 — 21 мая 1999 Аксёненко, Николай Емельянович (1949—2005)
4. 29 мая — 16 сентября 1999 Старостенко, Владимир Иванович (1948—2017)
5. 16 сентября 1999 — 3 января 2002 Аксёненко, Николай Емельянович (1949—2005)
6. 4 января 2002 — 22 сентября 2003 Фадеев, Геннадий Матвеевич (род. 1937)
7. 7 октября 2003 — 24 февраля 2004 Морозов, Вадим Николаевич (1954—2021)